# Drávatamási, Somogy
Drávatamási (în croată Tomašin) este un sat în districtul Barcs, județul Somogy, Ungaria, având o populație de 398 de locuitori (2011).

## Demografie
Componența etnică a satului Drávatamási
     Maghiari (70,33%)
     Croați (19,05%)
     Romi (8,42%)
     Necunoscut (2,2%)
     Alții (2,2%)
Componența confesională a satului Drávatamási
     Romano-catolici (33,67%)
     Reformați (4,52%)
     Fără religie (1,26%)
     Necunoscută (60,55%)
     Alte religii (1,01%)
Conform recensământului din 2011, satul Drávatamási avea 398 de locuitori. Din punct de vedere etnic, majoritatea locuitorilor (70,33%) erau maghiari, existând și minorități de croați (19,05%) și romi (8,42%). Apartenența etnică nu este cunoscută în cazul a 2,2% din locuitori.  Din punct de vedere confesional, majoritatea locuitorilor (56,03%) erau , existând și minorități de romano-catolici (33,67%), reformați (4,52%) și persoane fără religie (1,26%). Pentru 60,55% din locuitori nu este cunoscută apartenența confesională.